# Велес
Ве́лес, Во́лос, Во́лот (д.-рус. Велесъ, Волосъ) — один із головних слов'янських язичницьких богів. У слов'янській міфології бог-опікун багатства, зокрема худоби, покровитель торгівлі, музики, мистецтва, поезії, антагоніст Перуна, володар підземного світу. Культ Велеса був вираженіший у північних слов'ян. Цей бог не входив до пантеону Володимира на Старокиївській горі, натомість капище Велеса розміщувалося на Подолі біля торгової пристані Почайни. Після запровадження християнства Велеса частково замістив святий Власій (Уласій), частково святий Юрій.
Язичницький Велес опісля хрещення Русі також розглядався як прообраз Сатани, оскільки, за припущеннями деяких дослідників, поставав у подобі змія.

## Етимологія
Ім'я Велес (Велесъ або Волосъ богъ) виводиться з праслов'янських коренів *veles- або *vels- і зближується з лексемами *volstb і *voldyka (подібно з польським włość, włodyka, російським волость, владыка; споріднені з ними також слова власний, володар). За іншою версією, його ім'я походить від індоєвропейського кореня *wel — «бачити». Володимир Топоров припускав, що ім'я Велес споріднене зі словом волость — власність, громадянське майно.

## Імена
Крім варіантів імені Велес і Волос відомі й інші назви цього бога. З іменем Велеса співзвучні назви казкових і билинних персонажів у різних слов'янських народів: велети, венети, вільці, великани. В давньоросійській (Новгородо-Псковській) «Голубиній книзі» XV — початку XVI ст. також згадуються імена Волот і Волотоман. Останнє, можливо, утворене для співзвуччя з іменем князя Володимира Великого. Слов'янський бог Триглав міг бути іншою місцевою назвою Велеса.

## Образ і функції

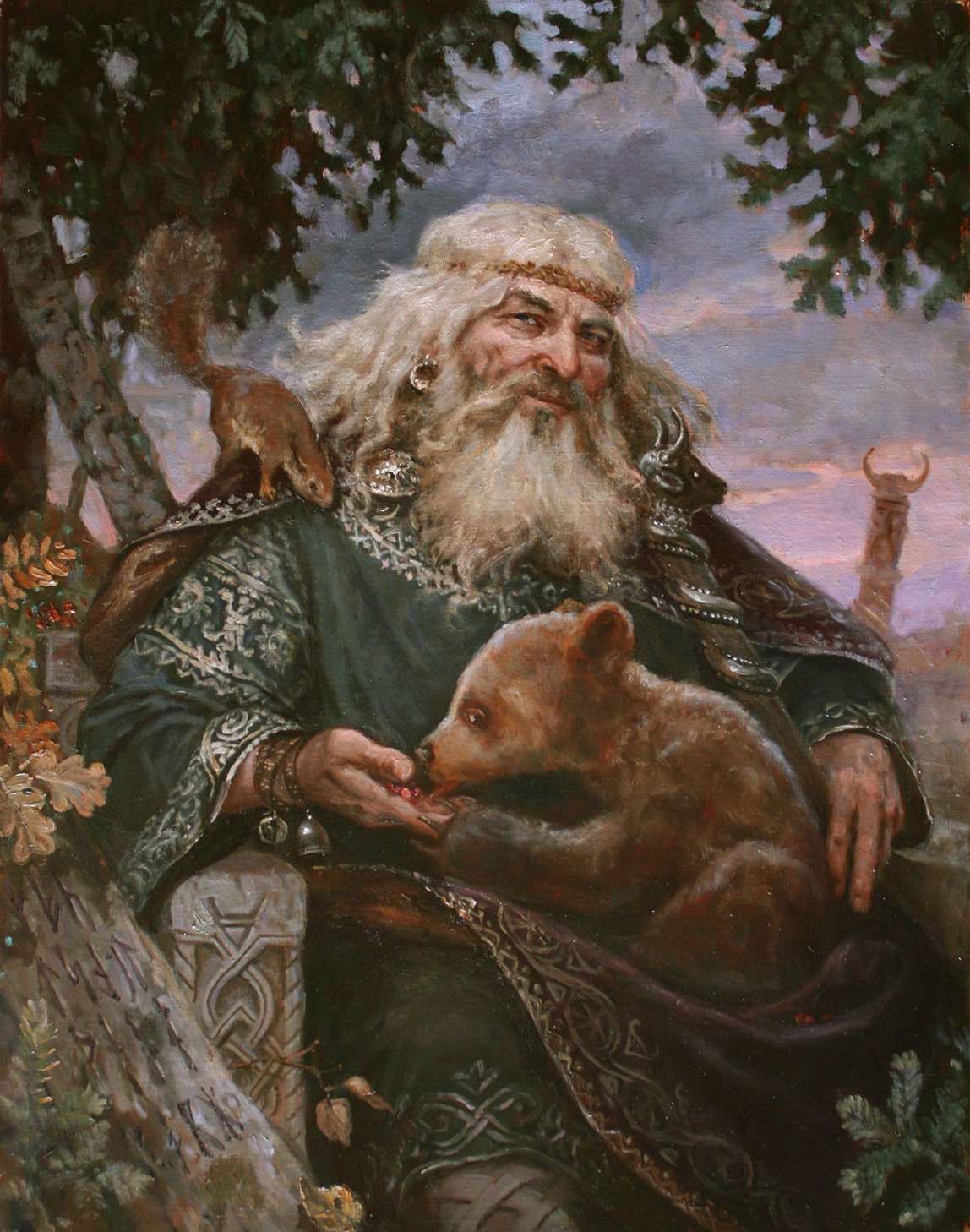
Велес на картині Андрія Шишкіна, 2014 р.

Сфери занять Велеса обширні, він згадується і покровителем багатств, і конкретно худоби, і володарем царства померлих, підземного світу, і богом-заступником пророків та захисником клятв. Усі ці риси дозволяють проводити паралель між Велесом і Плутоном як володарем всього, що міститься під землею, що приховано від людей. Водночас за опікунство земним достатком, купецтвом, торгівлею, покровительство домашньою худобою та хмарами («небесною худобою»), музикою та поезією він близький за функціями до римського Меркурія та грецького Гермеса. Імовірно, Велес споріднений з індійським духом-охоронцем худоби Валою і богом Варуною — володарем вод, який також був богом-суддею. Олександр Вельтман виводив Велеса з семітських Ваала та Бела. Михайло Грушевський вбачав у Велесі близьку подібність із Дажбогом. З часом Перун, у міру успішних військових дій Русі проти Волзької Болгарії, розгрому хозарів і воєн на рівних з Візантією, ставав богом князя та його дружинників, а Велес — решти Русі.
У давньоруських джерелах Велес називався скотським богом та богом матеріального достатку (у старовину посідання худобою вважалося ознакою достатку, д.-рус. скотъ означало і «худоба», і «багатство», «гроші»). При цьому часто ставився другим після Перуна. У Слові о полку Ігоревім" поет-пророк Боян називається Велесовим внуком. Латиші духів померлих називали «велі», а бога смерті — Велс. Водночас царство тварин перебувало під опікою Велеса, або Велінаса, вправного ловця, покровителя худоби, який уміє перетворюватися на бика. У чехів сузір'я Плеяд вважалося дітьми Велеса: сім зірок — сім дітей (д.-рус. Волосыни, укр. Волосожар, болг. Власците, серб. Влашићи, хорв. Vlašići). З народних казок, де святий Уласій повиступає покровителем звірів, можна робити висновок про те, що Велес керував і ними також.
За припущеннями В'ячеслава Іванова та Володимира Топорова, Велес, який постає в подобі змія, був противником Перуна. Міф про це лишився в казках, де змій, чорт, диявол, богатир Тугарин Змій, викрадає худобу чи дружину героя, який є Перуном під різними іменами. Потім викрадач послідовно ховається від Перуна в дереві, камені, людині, тваринах і врешті у воді. Перун руйнує всі сховки Велеса та врешті перемагає його, повертаючи вкрадене, в результаті чого на землю проливається дощ. Однак у західних слов'ян змієподібний персонаж, у якому можна вбачати Велеса, постає позитивним персонажем, божим помічником, а змій-ворог із демонічними рисами дістає назву смока, або цмока. В'ячеслав Іванов і Володимир Топоров вважали протистояння Перуна й Велеса головним міфологічним сюжетом слов'ян і балтів. Проте Александр Ґейштор зауважував, що твердження про Велеса-змія, хоча і зручне, недостатньо обґрунтоване лінгвістично.
В угоді Русі з Візантією 907 року Велес (у Повісті врем'яних літ — Волос) порівнюється з золотом, а Перун — зі зброєю. У Києві ідол Перуна стояв на горі (а потім входив до складу створеного князем Володимиром у 978 році пантеону), а ідол Велеса, ймовірно, на київському Подолі, у нижній частині міста; серед шести богів київського княжого пантеону Велеса не було, незважаючи на древність і всезагальність його культу.

## Культ Велеса

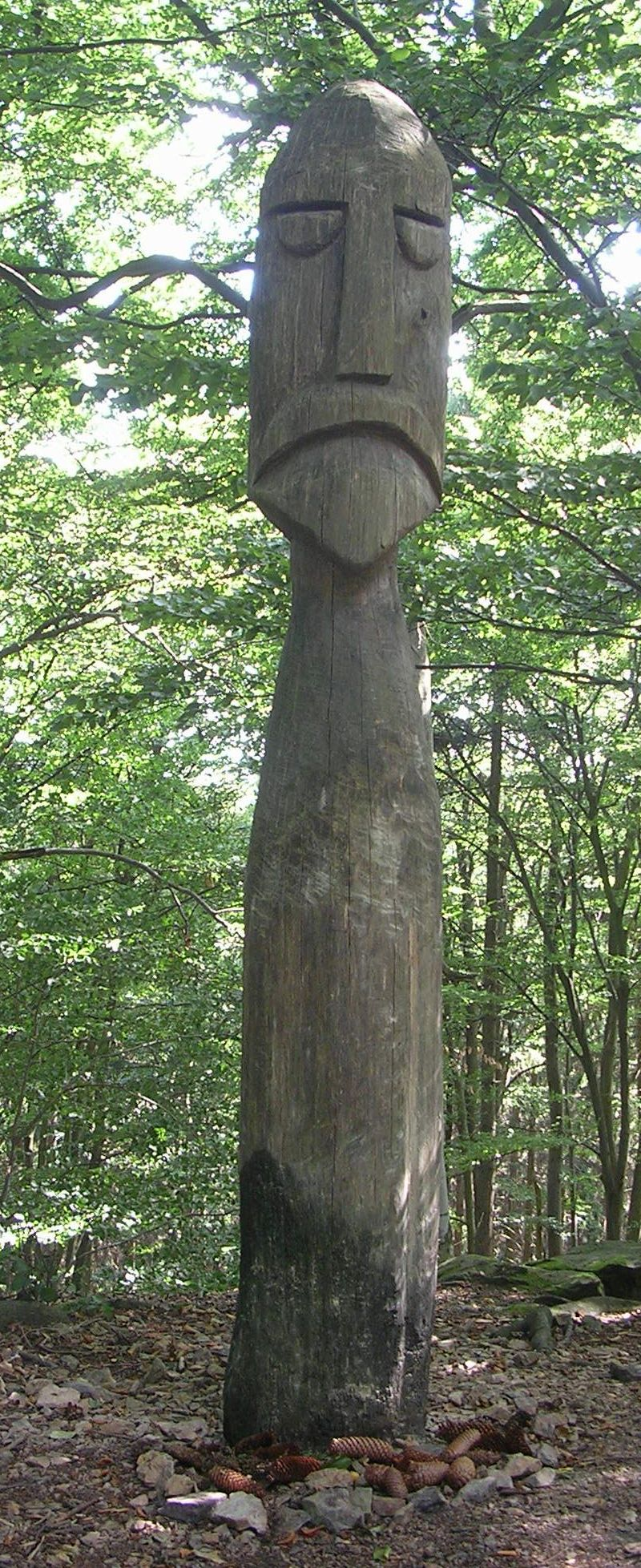
Сучасний ідол бога Велеса на горі Веліз, Чехія

Про поширення культу Велеса свідчать численні топоніми, такі як: українські села Велесніїв, Волосів, Волосате та місцевість Велесниця (на Галичині); місцевості з Волосачі та Волосовичі в Білорусі, де існують і лісові урочища Волосач та Волосин; у Росії (на Смоленщині) тече річка Велеса; у Боснії — гора Велес; у Болгарії — селище Велес тощо. Втім, не можна однозначно стверджувати, що всі з цих назв утворені від імені Велеса. У пізньому Збруцькому пантеоні Перун посідав третє місце після Лади та Велеса.
Датування появи культу Велеса суперечливе. Як припускають деякі російські дослідники, появу Велеса слід виводити ще з палеоліту, коли він був покровителем мисливців, а в неоліт і бронзову добу став уявлятися керівником приручених тварин і зрештою в середньовіччі — покровителем збіжжя та багатства взагалі. На думку ж польського історика Генрика Ловмянського, відомий тепер Велес не був питомо слов'янським божеством, а виник доволі пізно з образу святого Власія, що побутував у болгарських християн. В усякому разі за князя Володимира Великого Велеса на території Русі шанували як однозначного «свого» бога, на відміну від Перуна, що був віддаленим від простолюдинів богом-покровителем князя та його війська.
Деякі зовнішні ознаки культу Велеса, зокрема звіроподібні маски «велесових днів», зв'язок з вовкулацтвом, підказують, що витоки двох функцій Велеса — майнової та «суспільного договору» — пов'язані з первісним тотемізмом, у якому «об'єкт власності» — тварина, земля, рослина — опосередковує єдність, «спорідненість» членів первісного колективу. Споконвічним зв'язком Велеса із соціальним світом пояснюється численність персонажів «велесова кола»: Олег, Волх, Всеслав, Вавило, Власій, Миколай та інші. Очевидно, саме Велес показаний на Збруцькому ідолі підземним богом — опорою Всесвіту.
Народні казки про святого Уласія разом із обрядом вигнання «коров'ячої смерті» на Масницю, що зберігся подекуди, дають підстави вважати, що священною твариною Велеса була корова/бик. На Чернігівщині та півдні Київщині останні зимові морози називали «Власовими», з чим пов'язана приповідка «Святий Влас збиває ріг з зими!». Культ вола в українських традиціях часом іде пліч-о-пліч з культом льону. На Київщині, Чернігівщині, Полтавщині відома заборона працювати волами в п'ятницю впродовж лютого, прясти починки (пряжу, намотану на веретено) та вишивати сорочки. Знаний ритуал після першого вигону худоби на пасовище, за якого молодиці вдаряли своїх чоловіків днищем (дошкою для прядіння льону) «щоб воли були слухняні».
Навколо Новгорода 11 лютого, на свято святого Власія, що замістив Велеса, до церкви приносили масло, жир, сметану. Примітно, що в тамтешній говірці «воложно» означає «жирно, масляно». Іван Снєгирьов з огляду на це вважав, що свято Масниця теж пов'язане з Велесом. Російські діалектні слова ёлс, волосатик, волосень — «нечистий дух, чорт», чеськ. Veles — «злий дух, демон» (XVI—XVII ст.) пов'язані з іменем Велеса, бо він був повелителем духів. Коли дозрівало збіжжя, у полі робили закрутки, звані «Волосовою борідкою», присвячуючи їх Велесу. На честь цієї «бороди» співали обрядових пісень. Так само на початку жнив перші дозрілі колоски присвячували Велесу як божеству, що доглядає за нивами.
Згідно з Повістю врем'яних літ, в 907 році іменами Перуна та Велеса клявся князь Олег і його військо, коли укладався мир з візантійськими співімператорами Леоном і Олександром. Цей же текст вказує, що в 971 році, під час угоди з греками, майже всі русичі (маються на увазі бояри) клялися Велесом, але дружинники підкріплювали угоду клятвою Перунові. В тексті клятви згадується, що її порушники будуть «визолочені», що може трактуватися як покарання хворобою золотухою (зовнішім туберкульозом). На таку ж кару вказує латишський переказ, за яким той, хто чимось завинить перед Велесом, «жовкне». Легенда про смерть князя Олега від змії може розглядатися як історія про «розплату» за те, що Олег знехтував богом Велесом, віддавши першість культу Перуна.
Ідол Велеса знаходився у Києві «під горою», на Подолі, тобто у торгово-ремісничій частині Києва. Згідно літописів, цього ідола було зруйновано під час хрещення Русі у 988 році. За легендою, ідола Велеса було вкинуто до притоки Дніпра Почайни. У Володимирі є острів Велесівщина, історики вважають, що поблизу розташовувалося капище Велеса. За різними версіями йому було присвячене і капище на місці Василівської церкви, Онуфріївського монастиря, або Михайлівського монастиря. Із цим місцем пов'язані місцеві легенди про Смока (змія), якого часто ототожнюють з Велесом. У Ростові ідол Велеса ще у XI ст. стояв на Чудському кінці міста. Місто Ярославль за переказами було засноване у 1010 році на місці храму Ведмежий Кут, який був споруджений на честь Велеса, і у якому волхви тримали священного ведмедя. Князь Ярослав Мудрий, коли правив у Ростові, убив ведмедя і розігнав цим волхвів. За легендою Велес був головним божеством племені словен. Можливо, що капище Велеса знаходилося на Перині (одне з трьох капищ), де пізніше було збудовано церкву св. Миколая. Про кам'яний ідол Велеса, знищений в Ростові за участі св. Авраамія Ростовського, згадує житіє цього святого, складене в XIV—XV ст.
У християнську епоху Велес, завдяки фонетичній подібності імен і подібності рис культу, був ототожнений з християнським святим Власієм, покровителем худоби. В деяких місцевостях Велеса заступили святий Юрій Змієборець, святий Миколай та святий Харлампій (на Волині). Варіант Волос розуміли як повноголосний варіант для Влас, Власій. Уже в третій чверті XI ст. в берестяній грамоті церковного змісту у переліку святих фігурує Волос. У вкладній грамоті Варлаама Хутинського (кінець XII ст.) фігурує людина на ім'я Волос — але не зрозуміло, чи це дохристиянське ім'я, чи вже просто те саме, що Влас.
Залишки культу Велеса (зазвичай в синкретичному вигляді з культом святого Власія) збереглися на російській Півночі, де відомі ідоли Велеса/Волоса і перекази про капища на його честь; для реконструкції культу мають значення народні ікони св. Власія, фольклорні молитви і заговори з його іменем. Його культ іноді ототожнюється з культом ведмедя, як «господаря» тварин. В районі ріки Веґа (ліва притока Північної Двіни), в лісах Вологородського і Архангельського повітів ще в XIX ст. було відомо багато церков на честь святого Власія.

## Велес та «Велесова книга»
У ХХ ст. стала відомою «Велесова книга» («Влес-Книга»), яку більшість вчених вважають підробкою та в якій постав образ Велеса, який суперечить іншим відомим фактам.
«Влес з Влес-Книги» кардинально відрізняється за своїми функціями від «традиційного Велеса». Зокрема, «Влес з Влес-Книги» не має риси «бога худоби», а є «богом який навчив слов'ян-русів обробляти землю, вирощувати злаки, „бути землетрудичами“». Взагалі ж, «Влес з Влес-Книги» за функціями радше нагадує «головного бога кельтського пантеону „Беленус, Лугус, Луг“» — зокрема, обидва ці боги є «богами зоряного Чумацького шляху)»; богами навчання (знань, ремесел) та книг.

## Велес у популярній культурі

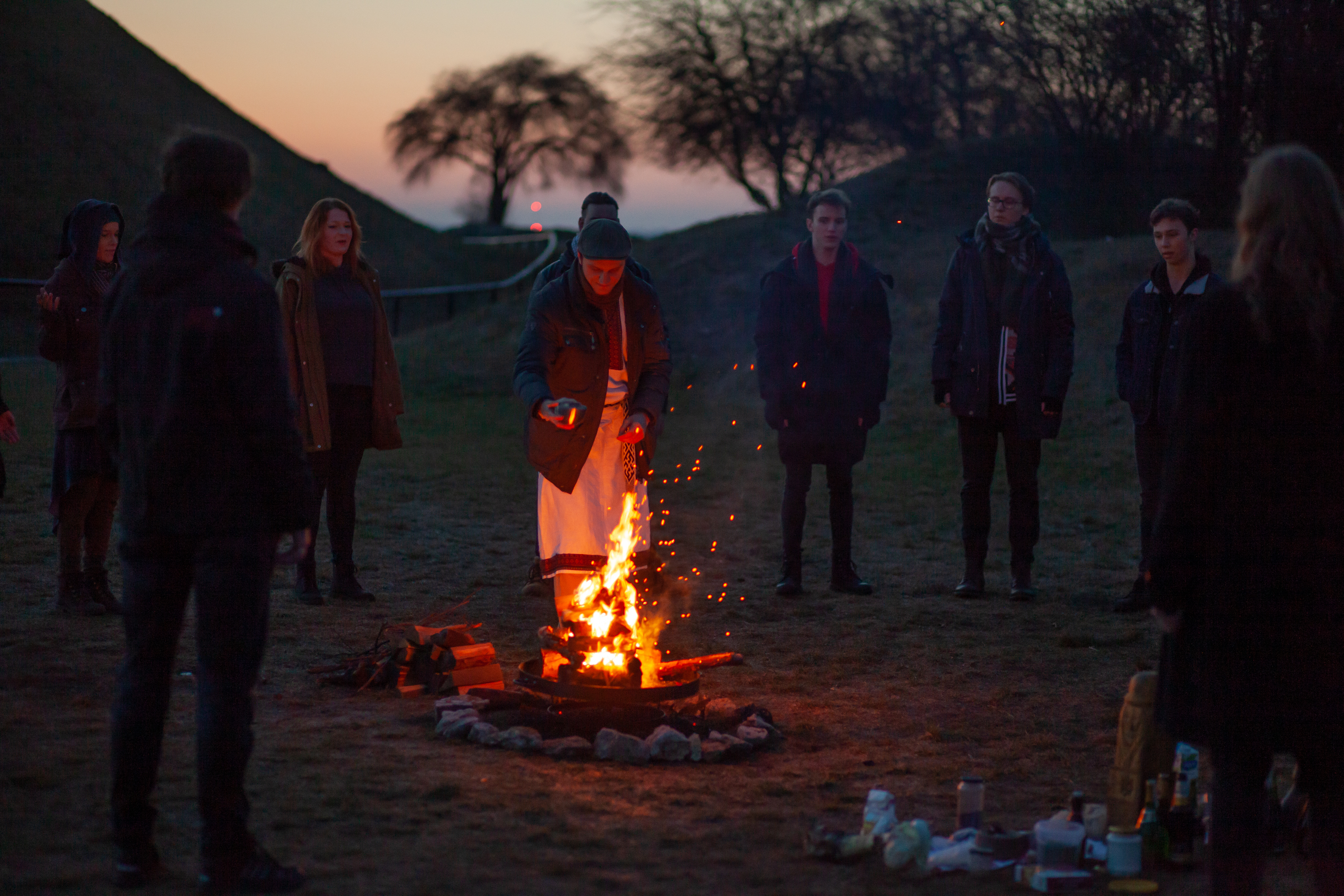
Свято Велеса у Кракові, 2020 р.

Костянтин Бельмонт написав у 1906 році вірш «Велес».
Велес згадується в «Сторожовій заставі» (1991) Володимира Рутківського, де з ним (згадується нетипово як «дідько болотяний») спілкується один з персонажів, дід Овсій. У книзі «Євпатій Коловрат» (2009) російського письменника-неоязичника Льва Прозорова, Велес дає богатиреві Євпатію чарівні сили піднімати мертвих для захисту від ординців.
Велес у подобі напівлюдини, напівзмія, фігурував у коміксах Marvel «Secret Warriors» («God of Fear, God of War, Part 4», 2009).
В Україні та Росії у 2010-2020-ті як противага Геловіну виникло новітнє псевдонародне свято «Велесова ніч», що поєднує риси Зелених свят чи свята Купала та ночі перед Різдвом, іноді вказуються також елементи свят Андрія й Маланки. Нерідко воно описується начебто забуте слов'янське свято, проте давня «Велесова ніч» не згадується жодними фольклористами. Перша згадка цієї назви як назви свята належить російському неоязичнику Іллі Черкасову (псевдонім «волхв Велеслав») у 2003 році.
Від імені Велеса утворюється паліндром «Велес — се лев» (читається однаково в обох напрямках).

## Назви на честь Велеса
На честь Велеса названо гору в Антарктиці — найвищу точку хребта Стрибог на острові Брабант.
Назву «Велес» носить українське видавництво.
Велес — кільцеподібне утворення (можливо зруйнований кратер) на поверхні Титана, супутника Сатурна.